# Willi Castro
Willi Rafael Castro (Río Piedras, Puerto Rico, 24 de abril de 1997), más conocido como Willi Castro, es un jugador profesional puertorriqueño de béisbol que se desempeña en la posición de campocorto en Minnesota Twins, equipo de las Grandes Ligas de Béisbol (MLB).

## Carrera
Castro hizo su debut en la MLB con el equipo Detroit Tigers, en el cual jugó cuatro temporadas (2019-2022), después pasó a Minnesota Twins, donde lleva jugando dos temporadas.